# Кеплеровы элементы орбиты
Кеплеровы элементы — шесть элементов орбиты, определяющих положение небесного тела в пространстве в задаче двух тел:
- большая полуось ({\displaystyle a}),
- эксцентриситет ({\displaystyle e}),
- наклонение ({\displaystyle i}),
- долгота восходящего узла ({\displaystyle \Omega }),
- аргумент перицентра ({\displaystyle \omega }),
- средняя аномалия ({\displaystyle M_{o}}).

Первые два определяют форму орбиты, третий, четвёртый и пятый — ориентацию плоскости орбиты по отношению к базовой плоскости, шестой — положение тела на орбите.

## Большая полуось
В случае если орбита является эллипсом, его большая полуось {\displaystyle a} положительна и равна половине длины большой оси эллипса, то есть половине длины линии апсид, соединяющей апоцентр и перицентр эллипса.
Определяется знаком и величиной полной энергии тела: {\displaystyle a=-{\frac {GMm}{2E}}}. Связана с положением и скоростью тела соотношением {\displaystyle {\frac {1}{a}}={\frac {2}{r_{0}}}-{\frac {v_{0}^{2}}{\mu }}}, где μ — гравитационный параметр, равный произведению гравитационной постоянной на массу небесного тела.

## Эксцентриситет
Эксцентрисите́т (обозначается «{\displaystyle e}» или «ε») — числовая характеристика конического сечения.
Эксцентриситет инвариантен относительно движений плоскости и преобразований подобия.
Эксцентриситет характеризует «сжатость» орбиты. Он выражается по формуле:
{\displaystyle \varepsilon ={\sqrt {1-{\frac {b^{2}}{a^{2}}}}}}, где {\displaystyle b} — малая полуось (см. рис.2)
В зависимости от величины {\displaystyle \varepsilon } орбита представляет собой:
- {\displaystyle \varepsilon =0} — окружность
- {\displaystyle 0<\varepsilon <1} — эллипс
- {\displaystyle \varepsilon =1} — параболу
- {\displaystyle 1<\varepsilon <\infty } — гиперболу, {\displaystyle b} — мнимое число
- {\displaystyle \varepsilon =\infty } — прямую (вырожденный случай)

## Наклонение
Наклоне́ние <орбиты> (накло́н <орбиты>, накло́нность <орбиты>) небесного тела — это угол между плоскостью его орбиты и плоскостью отсчёта (базовой плоскостью).
Обычно обозначается буквой i (от англ. inclination). Наклонение измеряется в угловых градусах, минутах и секундах.
Если {\displaystyle 0^{\circ }<i<90^{\circ }}, то движение небесного тела называется прямым.
Если {\displaystyle 90^{\circ }<i<180^{\circ }}, то движение небесного тела называется обратным (ретроградным).
- В применении к Солнечной системе, за плоскость отсчёта обычно выбирают плоскость орбиты Земли (плоскость эклиптики). Плоскости орбит других планет Солнечной системы и Луны отклоняются от плоскости эклиптики лишь на несколько градусов.
- Для искусственных спутников Земли за плоскость отсчёта обычно выбирают плоскость экватора Земли.
- Для спутников других планет Солнечной системы за плоскость отсчёта обычно выбирают плоскость экватора соответствующей планеты.
- Для экзопланет и двойных звёзд за плоскость отсчёта принимают картинную плоскость.

Зная наклонение двух орбит к одной плоскости отсчёта и долготы их восходящих узлов, можно вычислить угол между плоскостями этих двух орбит — их взаимное наклонение, по формуле косинуса угла.

## Долгота восходящего узла
Долгота́ восходя́щего узла́ — один из основных элементов орбиты, используемый для математического описания ориентации плоскости орбиты относительно базовой плоскости. Определяет угол в базовой плоскости, образуемый между базовым направлением на нулевую точку и направлением на точку восходящего узла орбиты, в которой орбита пересекает базовую плоскость в направлении с юга на север. Для определения восходящего и нисходящего узла выбирают некоторую (так называемую базовую) плоскость, содержащую притягивающий центр. В качестве базовой обычно используют плоскость эклиптики (движение планет, комет, астероидов вокруг Солнца), плоскость экватора планеты (движение спутников вокруг планеты) и т. д. Нулевая точка — Первая точка Овна (точка весеннего равноденствия). Угол измеряется от направления на нулевую точку против часовой стрелки.
Восходящий узел обозначается ☊ или Ω.
Формула нахождения долготы восх. узла:
{\displaystyle \mathbf {n} =\mathbf {k} \times \mathbf {h} =(-h_{y},h_{x},0)}
{\displaystyle \Omega =\arccos {{n_{x}} \over {\mathbf {\left|n\right|} }}\ \ (n_{y}\geq 0);}
{\displaystyle \Omega =2\pi -\arccos {{n_{x}} \over {\mathbf {\left|n\right|} }}\ \ (n_{y}<0).}
Здесь n — вектор, определяющий восходящий узел.
У орбит с наклоном, равным нулю Ω не определяется (она, как и наклон, равна нулю).

## Аргумент перицентра
Аргуме́нт перице́нтра — определяется как угол между направлениями из притягивающего центра на восходящий узел орбиты и на перицентр (ближайшую к притягивающему центру точку орбиты небесного тела), или угол между линией узлов и линией апсид. Отсчитывается из притягивающего центра в направлении движения небесного тела, обычно выбирается в пределах 0°-360°.
При исследовании экзопланет и двойных звёзд в качестве базовой используют картинную плоскость — плоскость, проходящую через звезду и перпендикулярную лучу наблюдения звезды с Земли. Орбита экзопланеты, в общем случае случайным образом ориентированная относительно наблюдателя, пересекает эту плоскость в двух точках. Точка, где планета пересекает картинную плоскость, приближаясь к наблюдателю, считается восходящим узлом орбиты, а точка, где планета пересекает картинную плоскость, удаляясь от наблюдателя, считается нисходящим узлом. В этом случае аргумент перицентра отсчитывается из притягивающего центра против часовой стрелки.
Обозначается ({\displaystyle \omega }).
Вместо аргумента перицентра часто используется другой угол — долгота перицентра, обозначаемый как {\displaystyle {\bar {\omega }}}. Он определяется как сумма долготы восходящего узла и аргумента перицентра. Это несколько необычный угол, так как он измеряется частично вдоль эклиптики, а частично — вдоль орбитальной плоскости. Однако часто он более практичен, чем аргумент перицентра, так как хорошо определен даже когда наклонение орбиты близко к нулю, когда направление на восходящий узел становится неопределенным.

## Средняя аномалия
Средняя аномалия для тела, движущегося по невозмущённой орбите — произведение его среднего движения и интервала времени после прохождения перицентра. Таким образом, средняя аномалия есть угловое расстояние от перицентра гипотетического тела, движущегося с постоянной угловой скоростью, равной среднему движению.
Обозначается буквой {\displaystyle M} (от англ. mean anomaly)
В звёздной динамике средняя аномалия {\displaystyle M} вычисляется по следующим формулам:
{\displaystyle M=M_{0}+n(t-t_{0})}
где:
- {\displaystyle M_{0}} — средняя аномалия на эпоху {\displaystyle t_{0}},
- {\displaystyle t_{0}} — начальная эпоха,
- {\displaystyle t} — эпоха, на которую производятся вычисления, и
- {\displaystyle n} — среднее движение.

Либо через уравнение Кеплера:
{\displaystyle M=E-e\cdot \sin E}
где:
- {\displaystyle E} — эксцентрическая аномалия ({\displaystyle E} на рис.3),
- {\displaystyle e} — эксцентриситет.